# Prorachthes vespertilio
Prorachthes vespertilio är en tvåvingeart som först beskrevs av Seguy 1932.  Prorachthes vespertilio ingår i släktet Prorachthes och familjen svävflugor. Inga underarter finns listade i Catalogue of Life.